# Ameletus sparsatus
Ameletus sparsatus är en dagsländeart som beskrevs av Mcdunnough 1931. Ameletus sparsatus ingår i släktet Ameletus och familjen Ameletidae. Inga underarter finns listade i Catalogue of Life.